# John Ramsey Campbell

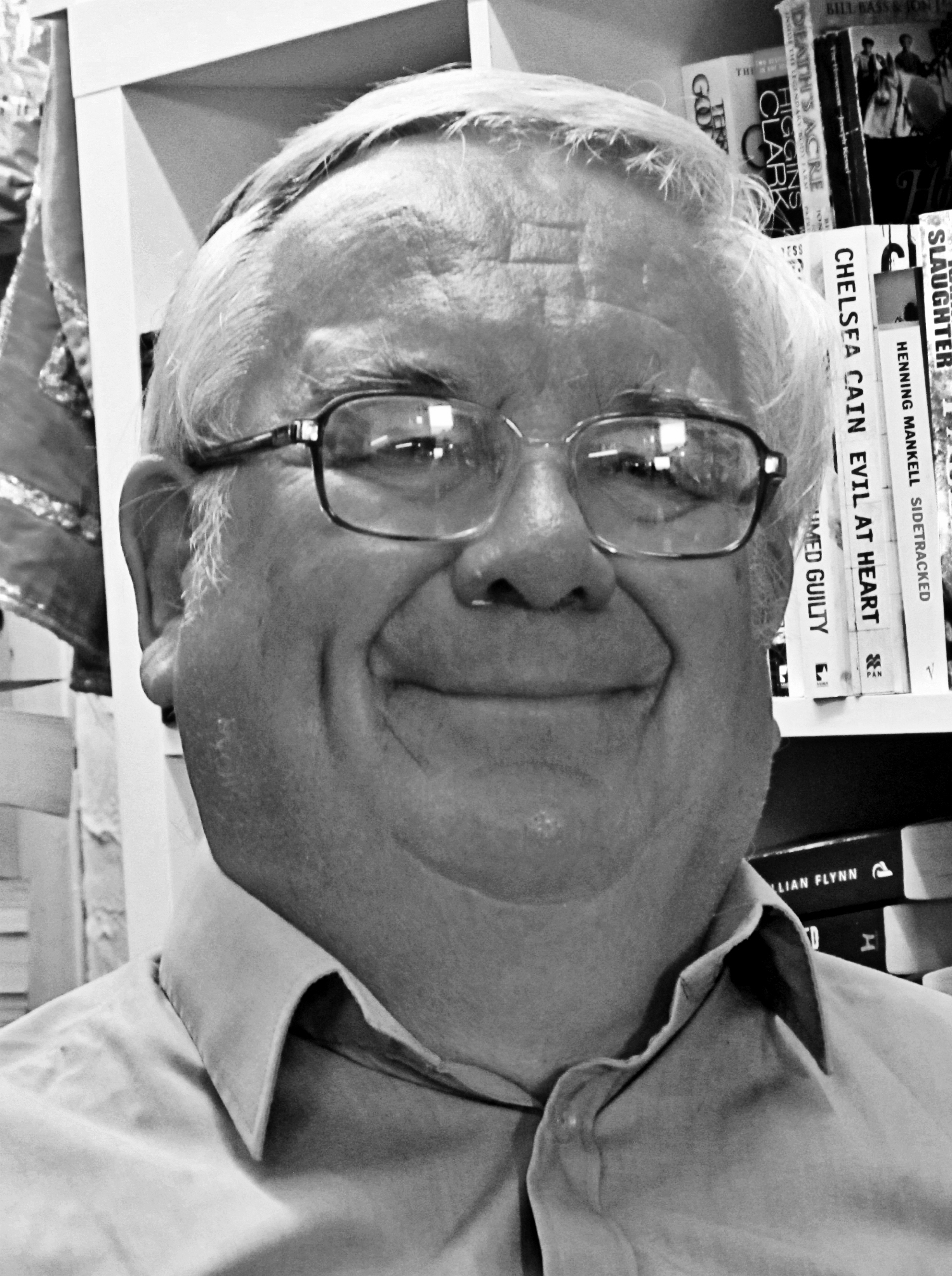
John Ramsey Campbell

John Ramsey Campbell (* 4. Januar 1946 in Liverpool) ist ein britischer Autor, der dem Genre der Horror Fiction zuzuordnen ist. Für T. E. D. Klein war Campbell der beste seines Faches und S. T. Joshi zufolge werden zukünftige Generationen Campbell als führenden Horrorautor unserer Zeit betrachten, vergleichbar mit Lovecraft und Blackwood.

## Leben
Campbells Kindheit und Jugend waren von den Schwierigkeiten in der Ehe seiner Eltern sowie der sich entwickelnden Schizophrenie seiner Mutter geprägt. Diese Erfahrungen verarbeitet er im Vor- und Nachwort der ausgebauten Version seines Textes The Face That Must Die. Obwohl beide Eltern zuhause lebten, stellte Campbell später fest: Ich habe meinen Vater jahrelang nicht von Angesicht zu Angesicht gesehen, und das war, als er starb.
Campbell ist mit der Tochter des australischen Science-Fiction-Autors A. Bertram Chandler verheiratet, Jenny Chandler; das Paar hat zwei Kinder.

## Werk
Seinen frühen Werken merkt man den starken Einfluss von H. P. Lovecraft an. Seine erste Sammlung The Inhabitant of the Lake and Less Welcome Tenants, ist ein 1964 vom Arkham House publizierter Band mit Geschichten des Cthulhu-Mythos. Einem Vorschlag August Derleths folgend überarbeitete Campbell seine frühesten Geschichten und versetzte die Handlungen in eine englische Umgebung in und um das fiktionale Brichester in Gloucestershire, im Mündungsbereich des Severn. Dadurch erschuf er sich, Lovecraft folgend, ein eigenes Milieu. Brichesters Beschreibung erinnert sehr an Campbells Geburtsstadt Liverpool, auch viele seiner späteren Werke sind um Liverpool und Merseyside herum angesiedelt, insbesondere der Roman Secret Stories (2006).
In der Sammlung Demons by Daylight (1973) versuchte Campbell sich so weit wie möglich von Lovecraft abzugrenzen. Nachdem er 1969 einen Artikel mit dem Titel „Lovecraft in Retrospect“ für das Fanzine Shadow geschrieben hatte in dem er Lovecrafts Werke kritisierte, rückte er in Cold Print (1985) wieder von dieser Meinung ab, indem er feststellte: „Ich glaube, Lovecraft ist einer der wichtigsten Autoren auf dem Gebiet.“
Anschließend publizierte Campbell einige andere Sammlungen, viele seiner populärsten Geschichten finden sich in Alone with the Horrors (1993).
Zu den Romanen Campbells zählt The Face That Must Die (erstmals 1979 publiziert, die bessere Version stammt jedoch von 1983), die Geschichte eines homophoben Serienmörders, die hauptsächlich aus der Perspektive des Protagonisten erzählt wird. Ein sympathischerer Mörder taucht in seinem späteren Roman The Count of Eleven (1991) auf, in dem Campbell sein Talent für Wortspiele demonstriert, das der Autor selber als beunruhigend bezeichnet „weil es nicht aufhört lustig zu sein, obwohl es eigentlich sollte“. Andere Romane ohne übernatürlichen Inhalt wie z. B. The One Safe Place (1995) verwenden die Erzählweise von Thrillern um soziale Probleme wie Verlust und Kindesmisshandlung zu thematisieren.
Campbells Horrorromane „übernatürlichen“ Inhalts sind u. a. Incarnate (1983), in dem die Grenzen zwischen Traum und Wirklichkeit nach und nach verwischt werden und Midnight Sun (1990), in dem Aliens über einen Kinderbuchautor versuchen, die Welt zu beeinflussen. Bemerkenswert ist außerdem die Erzählung Needing Ghosts, eine albtraumartige Erzählung, die witzige Elemente mit Horrorvorstellungen vermischt.
Campbell hat außerdem einige Anthologien (mit)herausgegeben, darunter New Tales of the Cthulhu Mythos (1980), New Terrors (1980) und (mit Stephen Jones) die ersten fünf Bände der jährlich erscheinenden Best New Horror Serie (1990–1994). Seine 1992 erschienene Anthologie Uncanny Banquet enthält den erstmaligen Wiederabdruck von The Hole of the Pit, eine 1914 erstmals erschienene Horrorgeschichte von Adrian Ross.
Ramsey Campbell, Probably, eine Sammlung von Campbells Buch- und Filmkritiken sowie autobiografischen Werken ist 2002 erschienen.
Weiterhin ist Campbell Präsident der British Fantasy Society.

## Bibliographie

### Romane
- The Doll Who Ate His Mother (1976) (Überarbeitete Ausgabe: 1985). Deutsche Übersetzung: Die Puppen in der Erde. Luebbe Verlagsgruppe Juli 1980, ISBN 978-3-404-01081-3.
- The Bride of Frankenstein (1977) (Pseudonym: Carl Dreadstone)
- Dracula's Daughter (1977) (Pseudonym: Carl Dreadstone). Deutsche Übersetzung: Draculas Tochter. Pabel Juni 1980
- The Wolfman (1977) (Pseudonym: Carl Dreadstone). Deutsche Übersetzung: Der Wolfsmensch. Pabel Januar 1979
- The Face That Must Die (1979) (Überarbeitet: 1983). Deutsche Übersetzung: Dieses Gesicht muss sterben.  Droemer Knaur 1989
- The Parasite (1980) (AKA To Wake The Dead).
- The Nameless (1981).
- The Claw (1983) (AKA Night of the Claw, Claw) (Pseudonym: Jay Ramsay).
- Incarnate (1983).
- Obsession (1985). Deutsche Übersetzung: Besessen.  Droemer Knaur 1987
- The Hungry Moon (1986). Deutsche Übersetzung: Hungriger Mond. Droemer Knaur, München Mai 1991, ISBN 978-3-426-01802-6.
- The Influence (1988). Deutsche Übersetzung: Unter Einfluß.  Droemer Knaur 1989
- Ancient Images (1989). Deutsche Übersetzung: Gesichter der Vergangenheit. Knaur, München 1990, ISBN 3-426-01842-X.
- Midnight Sun (1990). Deutsche Übersetzung: Alptraumwelten.  Droemer Knaur März 1993
- Needing Ghosts (1990). Deutsche Übersetzung: Gespenstersuche. Heyne München 1998, ISBN 3-453-13328-5.
- The Count of Eleven (1991). Deutsche Übersetzung: Der Fluch der dreizehn Briefe. Droemer Knaur München 1994, ISBN 978-3-426-70008-2.
- The Long Lost (1993).
- The One Safe Place (1995).
- The House on Nazareth Hill (1996) (AKA Nazareth Hill).
- The Last Voice They Hear (1998).
- Silent Children (2000).
- Pact of the Fathers (2001).
- The Darkest Part of the Woods (2003).
- The Overnight (2004).
- Secret Stories (2005) (AKA Secret Story).
- The Grin of the Dark (2007).
- Thieving Fear (2008).
- The Creatures From The Pool (2009).
- The Seven Days of Cain (2010).
- Ghosts Know (2011).

### Kurzgeschichtensammlungen
- The Inhabitant of the Lake and Less Welcome Tenants, 1964.
- Demons by Daylight, 1973.
- The Height of the Scream 1976.
- Dark Companions 1982. Deutsche Übersetzung: Späte Gäste. Bastei Lübbe 1987
- Cold Print, 1985. (enthält Geschichten aus The Inhabitant of the Lake sowie weitere Geschichten in der Nachfolge von Lovecraft)
- Scared Stiff: Tales of Sex and Death, 1986. Deutsche Übersetzung: Steif vor Angst. Edition Phantasia 2002
- Night Visions: The Hellbound Heart (Geschichten von Campbell, Clive Barker und Lisa Tuttle), 1986.
- Dark Feasts: The World of Ramsey Campbell, 1987.
- Waking Nightmares, 1991. Deutsche Übersetzung: Träume des Grauens.  Droemer Knaur Oktober 1994
- Alone with the Horrors: The Great Short Fiction of Ramsey Campbell 1961–1991|Alone with the Horrors, 1993.
- Strange Things and Stranger Places, 1993.
- Ghosts and Grisly Things, 1998.
- Told By The Dead, 2003.
- Inconsequential Tales, 2008.
- Just Behind You, 2009.

außerdem:
- Ramsey Campbell, Probably, ed. S. T. Joshi, 2002.

### Als Herausgeber
- Superhorror (AKA The Far Reaches of Fear), 1976.
- New Terrors, 1980
- New Tales of the Cthulhu Mythos, 1980
- The Gruesome Book, 1983
- Fine Frights: Stories That Scared Me, 1988.
- Best New Horror (mit Stephen Jones), 1990.
- Best New Horror 2 (mit Stephen Jones), 1991.
- Best New Horror 3 (mit Stephen Jones), 1992.
- Uncanny Banquet, 1992
- Best New Horror 4 (mit Stephen Jones), 1993.
- Deathport, 1993.
- Best New Horror 5 (mit Stephen Jones), 1994.
- Meddling With Ghosts: Stories in the Tradition of M.R. James, 2002.
- Gathering the Bones (mit Jack Dann und Dennis Etchison), 2003.

## Ehrungen
- 1978: The Chimney, World Fantasy Award, Best Short Story
- 1978: In The Bag, British Fantasy Award, Best Short Story
- 1980: The Parasite, British Fantasy Award, Best Novel
- 1980: Mackintosh Willy, World Fantasy Award, Best Short Story
- 1985: Incarnate, British Fantasy Award, Best Novel
- 1988: The Hungry Moon, British Fantasy Award, Best Novel
- 1989: The Influence, British Fantasy Award, Best Novel
- 1991: Midnight Sun, British Fantasy Award, Best Novel
- 1994: Alone with the Horrors, Bram Stoker Award 1994, Best Collection; World Fantasy Award, Best Collection
- 1994: The Long Lost, British Fantasy Award, Best Novel
- 1998: The House on Nazareth Hill, International Horror Guild, Best Novel
- 1998: Bram Stoker Award für sein Lebenswerk
- 1999: Ghosts and Grisly Things, British Fantasy Award, Best Collection
- 2002: Bram Stoker Award für die Biografie Ramsey Campbell, wahrscheinlich von ihm geschrieben
- 2003: Ramsey Campbell, Probably: Essays on Horror and Sundry Fantasies, British Fantasy Award, Best Collection
- 2004: Told by the Dead, British Fantasy Award, Best Collection
- 2008: The Grin of the Dark, British Fantasy Award, Best Novel
- 2015: World Fantasy Award für das Lebenswerk